# Patria (montagne)
Pour les articles homonymes, voir Patria (homonymie).
Le Patria (polonais : Skrajna Baszta) est un sommet de la Slovaquie et de la chaîne des Hautes Tatras qui appartient aux montagnes des Carpates occidentales. Il culmine à 2 203 mètres d'altitude.

## Ascension
La première ascension connue date de 1875 et fut réalisée par Martin Róth.